# الهجوم الإسرائيلي على محطة كهرباء حزيز في صنعاء (أغسطس 2025)
الهجوم الإسرائيلي على محطة كهرباء حزيز في صنعاء أغسطس 2025 في 17 أغسطس 2025، تعرضت محطة كهرباء حزيز الواقعة جنوب العاصمة اليمنية صنعاء لهجوم عسكري أعلنت إسرائيل مسؤوليتها عنه. يأتي هذا الهجوم في سياق التوترات المتصاعدة في المنطقة وتبادل الهجمات بين إسرائيل والحوثيين في اليمن

## الهجوم
أكد الجيش الإسرائيلي عبر متحدثه أفيخاي أدرعي أن الهجوم استهدف "بنى تحتية للطاقة يستخدمها الحوثيون في منطقة صنعاء ووفقًا لمصادر في الدفاع المدني اليمني وقناة المسيرة التابعة للحوثيين، فإن الهدف كان محطة كهرباء حزيز في مديرية سنحان جنوب صنعاء. وقد أسفر الهجوم عن توقف مولدات كهربائية عن العمل واندلاع حريق في المحطة، تمكنت فرق الدفاع المدني من إخماده وسمع سكان صنعاء دوي انفجارين عنيفين في أعقاب الهجوم.